# Vigh Gyula (geológus)
Vigh Gyula (Mindszent, 1889. augusztus 9. – Budapest, 1958. szeptember 25.) geológus, paleontológus, a föld- és ásványtani tudományok kandidátusa (1953).

## Életútja
Vigh Gyula és Szojka Franciska fiaként született. 1913-ban szerezte bölcsészdoktori oklevelét a budapesti tudományegyetemen földtanból és őslénytanból. Ugyanebben az évben egyetemi tanársegéd lett, majd 1914-től a Földtani Intézet munkatársa, ahol 1952-ig dolgozott. Volt helyettes igazgató, később pedig a Földmérő és Talajvizsgáló Iroda főgeológusa, 1957-ben vonult nyugdíjba. 1936-ban magántanári képesítést szerzett a debreceni tudományegyetemen. Javarészt a mezozoos képződmények kutatásával foglalkozott, ezen belül főként a Dunántúli-középhegység jura- és triászkori képződményeinek kérdéseivel. Az úrkuti mangán- és a Bagamér környéki vasérckutatás, valamint a veszprémi, szekszárdi, pécsi vízkérdés megoldása is őhozzá kapcsolódik. Halálát szívizomelhalás okozta. Felesége Pap Julianna volt, akivel 1917-ben kötött házasságot Szentesen.